# Případy Kjóko Karasumy
Případy Kjóko Karasumy (japonsky 烏丸響子の事件簿, Karasuma Kjóko no džikenbo) je seinen manga, kterou napsal Ódži Hiroi a nakreslil Júsuke Kozaki. Série vycházela v Japonsku od roku 2003 do roku 2012 a kapitoly byly poskládány do 10 svazků formátu tankóbon. V ČR vydávalo mangu nakladatelství Zoner Press, ale po pěti vydaných svazcích sérii zrušili.
Příběh je zasazen do doby po roce 2050, kdy všichni obyvatelé Japonska byli označeni čipem (později v manze stanoveno přesněji – 5 let po roce 2055, kdy měla být po sto letech opět obnovena smlouva s démony, tedy zhruba kolem roku 2060) a sleduje dívku jménem Kjóko Karasuma, která se ve svých 16 letech stala detektivem v Tokiu v oddělení Asakusa. Kjóko ovládá bojové umění, které využívá pro boj s démony, kteří jsou nazývání „odlišní“ a o jejichž existenci se obyčejní obyvatelé Tokia nesmí dozvědět.

## Příběh
Příběh je rozdělen na jednotlivé kapitoly, ve kterých Kjóko a její spolupracovníci vyšetřují jednotlivé případy. Kapitoly jsou ucelené příběhy a navazují na sebe jen velmi málo. V příběhu se často objevují odkazy na japonskou mytologii, pověsti a pohádky, které nemusí být západním čtenářům zřejmé. V české verzi mangy jsou tyto odkazy vysvětleny překladatelem.
1. díl (kapitoly 1–6) — V blízké budoucnosti (rok 2050) se v Tokiu začínají objevovat démoni (v japonské manze nazývaní Oni). Vznikla proto speciální policejní skupina Asakusy, která se zaměřuje na boj s těmito démony.
- První případ začíná nalezením mrtvého muže s rohem uprostřed čela. Na případu začne pracovat Kjóko a její spolupracovník Raymond Kumano. Ti brzy objeví, že se chystá slavnost démonů, na které bude velké množství „odlišných“. Podle policie a veřejnosti žádní démoni neexistují, a proto musí Kjóko s Raymondem tuto slavnost zastavit a démony zlikvidovat.
- Záhadná zmizení malých dětí mají údajně na svědomí démoni-lišky. Opět je vyslána Kjóko a Raymond, aby únosy vyšetřili. Krev pachatele, kterou naleznou, je zavede na stopu psodlaka, který unáší děti.
- V okolí se objeví žena, která zabíjí katanou. Vraždy jsou nejdříve připisovány masovému vrahovi, ale Kjóko brzy odhalí, že za vše může démony posedlá katana, která dokáže ovládát mysl svého nositele. Po uzavření případu si pro nebezpečnou katanu přijede muž jménem Kirio Učida. Ten podle všeho zná minulost Kjóko a naznačí jí, že není obyčejný člověk.

## Hlavní postavy
- Kjóko Karasuma (japonsky 烏丸響子, Karasuma Kjóko) — Kjóko je sirotek. Ve svých 16 letech se stala detektivem v tokijském policejním oddělení Asakusy, které bojuje proti démonům (v japonské verzi mangy označované jako oni). Ovládá bojové umění a často používá velkou pistoli.
- Raymond Kumano — Je detektiv a spolupracovník Kjóko. Jeho metody jsou neortodoxní a přímočaré. Přes jedno oko nosí černou pásku a kouří.
- Kózó Mitamura — Vedoucí oddělení Asakusa, které je zaměřeno na boj s démony (Oni).
- Šóiči Ise — Mladý detektiv, který je pro svou nezkušenost často svými spolupracovníky nazýván vysokoškolák.

## Seznam svazků
| Kapitoly: - 01. Slavnost démonů (1) - 02. Slavnost démonů (2) - 03. Záhadné zmizení (1) - 04. Záhadné zmizení (2) - 05. Rozsekej ty oplzlé stíny (1) - 06. Rozsekej ty oplzlé stíny (2) | Počet stran: 200 |

| Kapitoly: - 07. Invaze odlišných - 08. Druhá porážka - 09. Muž zvaný "démon" - 10. Předzvěst "krve" - 11. Neobyčejný detektiv - 12. Maruki - 13. Opravdový boj | Počet stran: 184 |

| Kapitoly: - 14. Potomci bohů - 15. Totální odpor - 16. Živá čtvrť - 17. Vzpomínky - 18. Vzpomínky II - 19. Rayův důvod žít - 20. Prostřený stůl | Počet stran: 184 |

| Kapitoly: - 21. Zboží z dovozu - 22. Krmení hladových duší I - 23. Krmení hladových duší II - 24. Krmení hladových duší III - 25. Krmení hladových duší IV - 26. Krmení hladových duší V - 27. Krmení hladových duší VI - 28. Po šílenství | Počet stran: 192 |

| Kapitoly: - 29. Národní hymna - 30. Hřmění z východu - 31. Hřmění z východu II - 32. Hnízdo zatracení - 33. První výstřely - 34. Veleprezidentův sen - 35. Ledová sakura - 36. Předzvěst zániku | Počet stran: 192 |